# Закон постоянства состава
Закон постоянства состава (Ж. Л. Пруст, 1799—1809 гг.) — любое определенное химически чистое соединение, независимо от способа его получения, состоит из одних и тех же химических элементов, причём отношения их масс постоянны, а относительные числа их атомов выражаются целыми числами. Это один из основных законов химии. Он справедлив только для веществ с молекулярным строением.
Закон постоянства состава не выполняется для бертоллидов (соединений переменного состава). Однако условно для простоты состав многих бертоллидов записывают как постоянный. Например, состав оксида железа(II) записывают в виде FeO (вместо более точной формулы Fe1-xO).